# ميزوكي أراي
ميزوكي أراي (باليابانية: 新井 瑞希) (مواليد 14 أبريل 1997)، هو لاعب كرة قدم كان يلعب كلاعب وسط.

## وصلات خارجية
- ميزوكي أراي على موقع رابطة كرة القدم اليابانية للمحترفين (اليابانية)
- ميزوكي أراي على موقع قاعدة بيانات كرة القدم.إي يو (الإنجليزية)
- ميزوكي أراي على موقع Soccerway.com (الإنجليزية)
- ميزوكي أراي على موقع عالم كرة القدم.نت (الإنجليزية)